# Каледонії

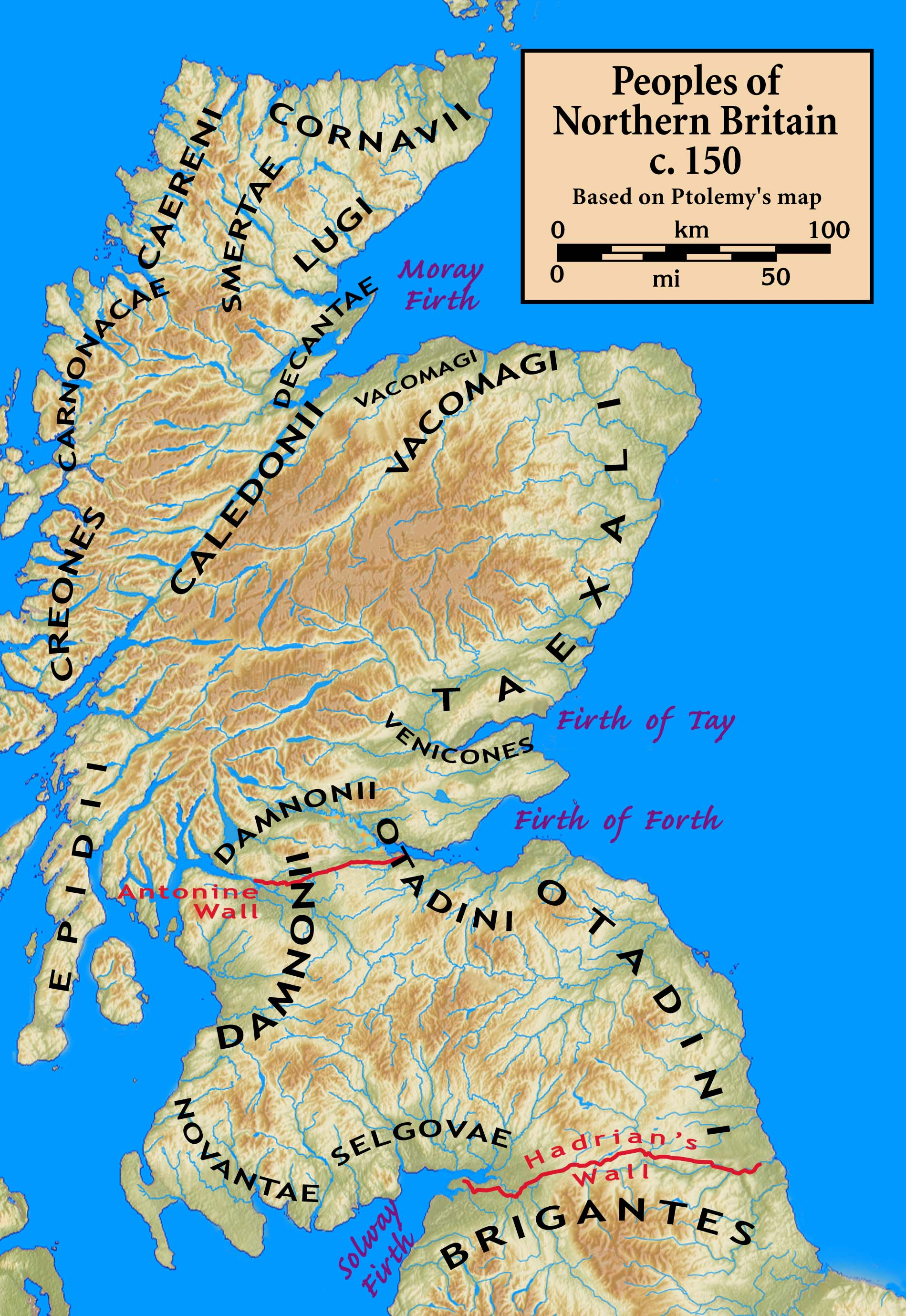
Племена піктів

Каледонії або Каледони (лат. Caledones або Caledonii; дав.-гр. Καληδῶνες, Kalēdōnes) — назва одного з наймогутніших племен піктів, що мешкало у центральній частині теперішньої Шотландії у період залізної доби, тривалий час протидіяла римським військам. Стала основою держави Піктія, що утворилася на початку V ст. Від назви цього племені частина острова Альбіон отримала назву Каледонія. Назву каледони перекладають як «ті, хто має жорсткі ноги» — стосується стійкості членів племені (з кельтського caled — стійкий, витривалий, жорсткий, сильний). Тацит описує фізичні характеристики каледоніїв як осіб з рудим волоссям і довгими ногами.

## Географія
Займали гористу місцину, межуючи з племенами тексалі на північному сході, вакомагами на сході, веніконами на південному сході та думнонами на півдні. На сході проходить Великий Глен Скид, з півночі — Центральний регіон, з заходу — Тайсайд та Морі-Ферт, південного заходу Ґрампіан, південного сходу Гайленд.

## Структура
Плем'я складалось з численних кланів, якими керували самостійні вожді. Звідси, іноді, каледонів називають каледонською конфедерацією. Відомості про головне місто каледоніїв відсутні. Існували окремі поселення, осередки кланів. Найбільші мали 10 тис. км². До вторгнення римлян існували великі маєтки чи садиби, що мали незначний захист. Після війн з римськими військами з'являються своєрідні фортеці та зміцнені поселення. В області існування каледоніїв також відсутні рештки римських військових таборів. Римські форти розташовувалися на межі між землями каледоніїв та веніконів.

## Історія
Стосовно діяльності каледоніїв до I ст. немає достеменних відомостей. Перші знання про вождів та стосунки із сусідами каледоніїв пов'язані із протидією вторгненню римської армії.
У 83 або 84 році спротив північних піктських племен очолив Калгак, вождь каледоніїв. З ними в союзі були племена дамноніїв, тексалів, веніконів та вакомагів. Вирішальна битва відбулася проти римської армії на чолі з проконсулом Гнеєм Юлієм Агріколою у Ґраупійських горах, де пікти зазнали нищівної поразки — втрати сягали мінімум 10 тис. вояків. Після цього Агрікола був готовий повністю підкорити піктські племена, які були деморалізовані. Каледоніїв та їх сусідів врятував наказав імператора Доміціана не продовжувати наступ углиб земель піктів.
За вплив каледоніїв серед сусідніх племен римляни прозвали усю північну територію Альбіона Каледонією, тобто усю теперішню Шотландію. Інша назва Каледонський ліс.
Після цих бойових дій з римлянами каледонії на тривалий час були не спроможні виступати проти ворогів, накопичуючи сили. Лише у 180 році вони, скориставшись повстанням племені брігантів, разом з іншими племенами атакували вал Антоніна, прорвавши його, та дійшли до валу Адріана. Зрештою виступ проти них проконсула Ульпія Марцелла змусив каледоніїв відсупити до своїх земель.
У 197 році, скориставшись послабленням римських військ на півночі провінції Британія, які рушили на допомогу Клодію Альбіну, що боровся за імператорський трон з Луцієм Септимієм Севером, каледонії разом з племенем меатів прорвали вал Антоніна та вал Адріана. Римський проконсул Вірій Луп вимушений був відкупитися від каледоніїв та меатів, які відійшли до себе.
З 208 року розпочалася війна піктів, зокрема каледоніїв, проти римлян на чолі із імператором Септимієм Севером. Про результати кампанії відомості суперечливі. Достеменно знано, що пікти (зокрема й каледонії) використовували партизанську тактику проти римлян, які зазнали чималих втрат. Проте римські війська зуміли спустошити значні території, чим викликали голод серед каледоніїв та інших піктських племен. Втім, війна тривала до 211 року, коли імператори Каракалла та Гета, сини померлого в Ебораку (Йорку) Септимія Севера, завдали нищівної поразки піктам. Цього разу конфлікт між імператорами знову врятував піктів від остаточного підкорення римлянами та утворення тут нової провінції. Останні не лише уклали мир, а й залишили Антонінів вал. Цим остаточно припинилися спроби римлян підкорити піктів. В цих подіях, імовірно, одну з провідних ролей відіграли каледонії.
Про подальше існування каледоніїв мало відомостей. Напевне, виступали разом з іншими піктами проти римлян, користуючись внутрішніми конфліктами в Римській імперії після повалення династії Северів у 235 році. Про їх результативність нічого невідомо.
На початку IV ст. каледонії склали основу піктського союзу. Яким чином та за рахунок чого він утворився невідомо. Останній виступав проти імператора Констанція I Хлора у 305 році. Тоді пікти зазнали важкої поразки й на тривалий час були послаблені політично. Тому під час правління Костянтина Великого та Констанція II спроби каледоніїв, як голови піктського союзу, вдертися за Адріанів вал не спостерігалися. Лише після загибелі імператора Юліана у 363 році походи до Римської Британії були більш успішними. Вже напочатку V ст. піктський союз перетворився на державу — королівство Піктія.